# Великая Медведевка (Красиловский район)
Великая Медведевка (укр. Велика Медведівка) — село в Красиловском районе Хмельницкой области Украины.
Население по переписи 2001 года составляло 340 человек. Почтовый индекс — 281510. Телефонный код — 3855. Занимает площадь 1,596 км². Код КОАТУУ — 6822781101.

## Местный совет
31020, Хмельницкая обл., Красиловский р-н, с. Великая Медведевка, ул. Центральная

## Известные уроженцы
- Сташевская, Анастасия Петровна (1921—2008) — Герой Социалистического Труда.